# Tasa de interés interbancaria de equilibrio
La Tasa de interés interbancaria de equilibrio (TIIE) es una tasa representativa de las operaciones de crédito entre bancos calculada por el Banco de México. Esta tasa se usa como referencia para establecer algunas tasas comerciales a nivel bancario. Es importante conocer que podemos encontrar diferentes tipos de TIIE en función del plazo para el que se calcule a 28, 91 y 182 días. 

## Historia
En 1995, con el objeto de establecer una tasa interbancaria que refleja mejor las condiciones del mercado, el Banco de México (BANXICO) el 20 de marzo, decidió dar a conocer la Tasa de interés interbancaria de equilibrio (TIIE).
Para tal efecto se estableció un procedimiento conforme al cual, el propio Banco con cotizaciones presentadas por las instituciones de crédito, determinará dicha tasa de interés interbancaria de equilibrio.

## Cómo se calcula
La TIIE se calculará diariamente, para plazos 28, 91 y 182 días, por el Banco de México, con base en cotizaciones presentadas por las instituciones bancarias, mediante un mecanismo diseñado para reflejar las condiciones del mercado de dinero en moneda nacional. Dicho procedimiento requiere cotizaciones de cuando menos seis instituciones. De no reunirse el número de cotizaciones antes señalado, Banxico determinará la TIIE de que se trate, tomando en cuenta las condiciones prevalecientes en el mercado de dinero.

## Periodicidad
Será publicada por Banxico a través del Diario Oficial de la Federación (DOF), el día hábil bancario inmediato siguiente a aquel en el que se haya determinado.